# Arthur Duray
Arthur Duray (9 de febrero de 1882 - 11 de febrero de 1954) fue un piloto automovilístico franco-estadounidense de ascendencia belga, conocido por batir el récord mundial de velocidad en 1903 al volante de un automóvil Gobron-Brillié.

## Biografía

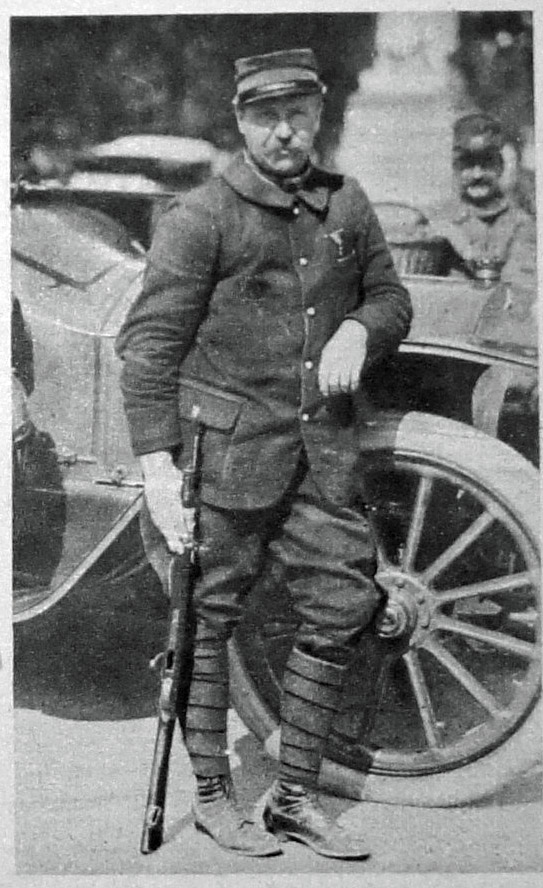
Arthur Duray pendiente de ser movilizado durante la Primera Guerra Mundial

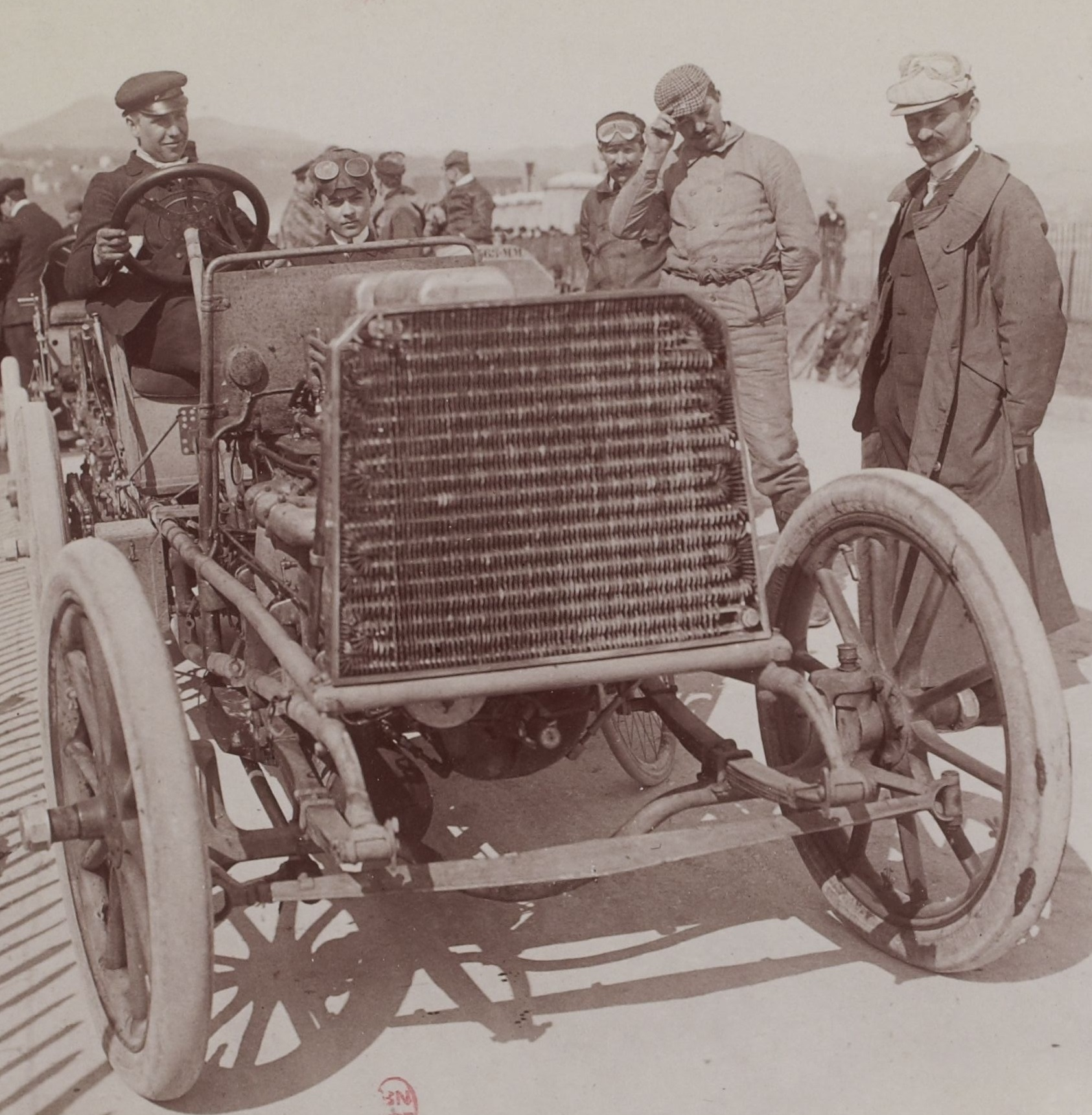
Arthur Duray, efímero plusmarquista mundial en la Copa Rotschild de 1904, con una marca de 142.85 km/h conduciendo un Gobron-Brillié

Nacido de padres belgas en Nueva York (Estados Unidos), posteriormente obtuvo la nacionalidad francesa, después de haber pasado la mayor parte de su vida en Francia. Esta circunstancia le permitió disputar la última Copa Gordon Bennett en 1905 con el equipo francés.
En su juventud, comenzó con las carreras de bicicletas hacia 1893, dedicándose a ellas durante casi cinco años. Además de sus numerosas participaciones en carreras de coches (primera aparición en el Critérium en "La Torpille" disputado en Spa 1898, y luego en la subida al Château-Thierry, algunas carreras en las Ardenas belgas y el mismo año en la carrera París-Viena de 1902, siempre con Gobron-Brillié), es más conocido por haber batido el récord de velocidad en tierra tres veces con su Gobron-Brillié, entre julio de 1903 (a los 21 años, cuando ocupó el segundo lugar en la subida al Mont Ventoux) y marzo de 1904 (especialmente durante su victoria en el Kilómetro de Dourdan en noviembre de 1903, donde alcanzó los 136.363 km/h).
Aún en 1904, disputó la tercera Copa Caters en abril durante la semana de Niza (un carrera de montaña en "Quatre Chemins", en el camino a la Corniche) con su Gobron-Brillié de 100 CV, frente a su compañero Louis Rigolly con el mismo tipo de coche, finalizó segundo en la Subida al Mont Ventoux, y finaliza quinto en Coppa Florio disputada en Brescia al volante de un Darracq, quedando tercero en la subida a colina en La Consuma. En 1905 terminó segundo en Coppa Florio conduciendo un Lorraine-Dietrich.
Ganador del Circuito de las Ardenas en 1906 con un De Dietrich de 130 CV (fabricante del que fue piloto oficial durante varios años) y de la carrera San Petersburgo-Moscú de 1907 con un De Dietrich de 60 CV, tercero en la Copa Vanderbilt en 1906 en un Lorraine-Dietrich, así como cuarto en la Targa Florio de 1907, y sexto en la Copa Gordon-Bennett de 1905 disputada en Auvernia. En 1907, lideraba el Gran Premio de Francia a 32 kilómetros de la meta, teniendo que retirarse al romper un cojinete de la caja de cambios de su Lorraine-Dietrich. En 1913, también terminó cuarto del primer Gran Premio de Rusia en San Petersburgo en rendimiento puro, fue segundo en regularidad (velocidad promedio en cada vuelta) y ganó en la categoría de rendimiento de los motores.
Fue mecánico y mánayer del francés-peruano Jorge Chávez.
En la temporada del Grand Prix de 1912 condujo un Fiat S76 sobre una amplia área plana cerca de Ostende, alcanzando 225|km/h. Debido a una irregularidad en el registro de prueba, el registro no fue homologado.

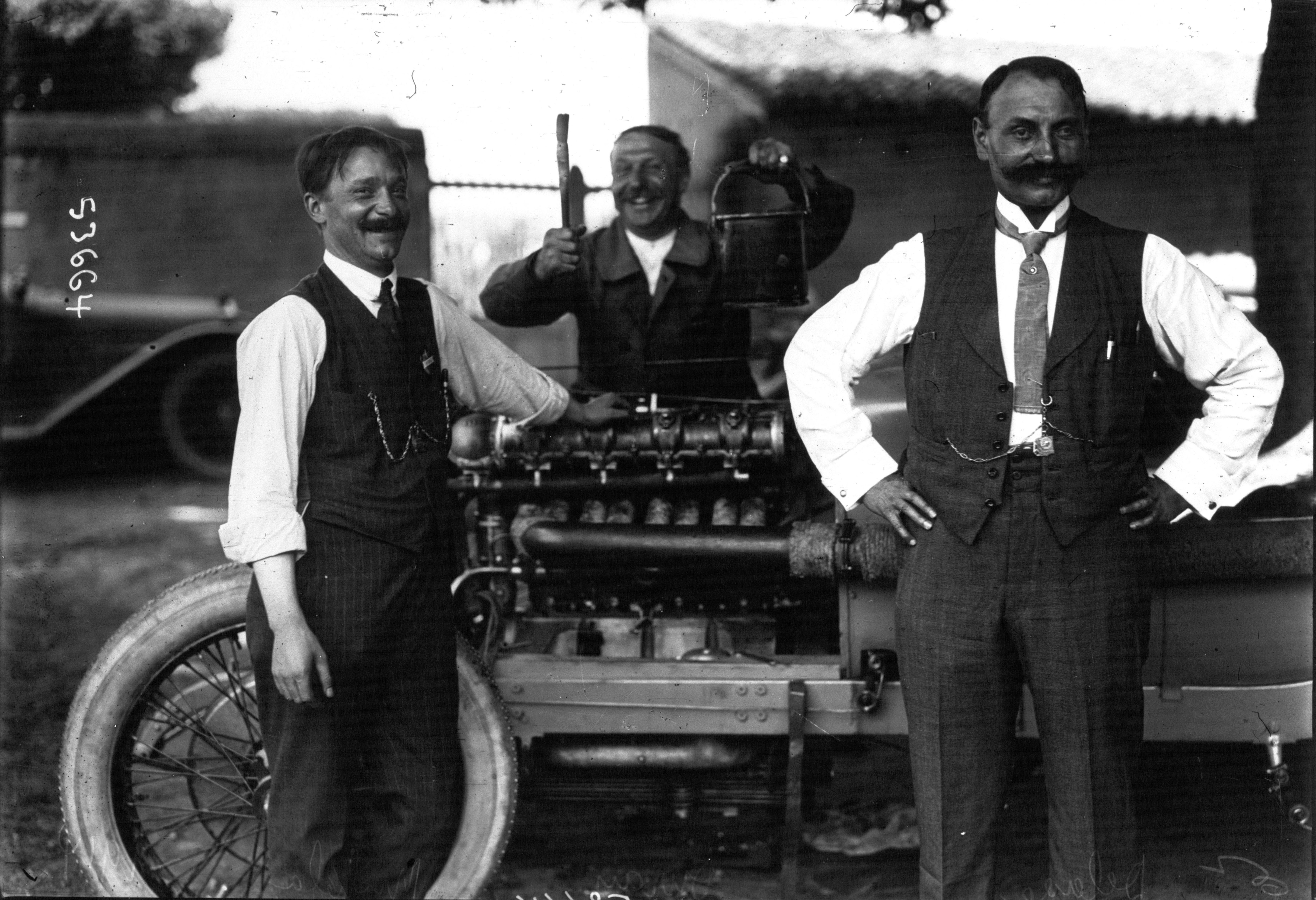
Louis Delâge (derecha), el ingeniero Arthur Michelat (izquierda) y Arthur Duray (al fondo) preparan el Delage para el Gran Premio de Francia de 1914

En 1914 termina segundo con Peugeot en las 500 Millas de Indianápolis, y a continuación octavo con un Delage en el Gran Premio de Francia de 1914. Se adjudicó  la carrera de la Reunión de Cabourg con el Peugeot de 3 litros con el que había corrido en Indianápolis, así como también el las pruebas del kilómetro tanto lanzado como desde parado.
Durante la guerra, fue conductor en la línea del frente a bordo de un Delaunay-Belleville, cuando fue capturado por el enemigo y encarcelado brevemente.
El 17 de agosto de 1918 disputó el International Sweepstakes de Sheepshead Bay, después de participar en el "Liberty Handicap" de Cincinnati el 4 de julio.
Tras el fin de la Primera Guerra Mundial, fue segundo en el Gran premio de Francia disputado en Estrasburgo en 1922 con un Vecino C3, segundo en la Copa del Autódromo de Miramas (también conocida como  Gran Premio de Marsella), y tercero en el Champions Match de Montlhéry en 1924 con un D'Aoust/Hispano-Suiza V8. Ganó la Copa voiturette en septiembre de 1927, en la reunión de Boulogne.
Participó en las 24 Horas de Le Mans cuatro veces (en 1924, 1926, 1927 y 1928), todavía en Ariès (abandona).
También participó en las 24 Horas de Spa siete veces (en 1925 y de 1927 a 1933) y ganó cinco veces en la clase de 1.1 litros (en 1927, 1928, 1929, 1931 y 1933), tres veces con Ariès, una con B.N.C. y una con un Amilcar C6 a los 51 años (mejor resultado absoluto, octavo en 1928).
Su carrera abarca unos treinta años. También fue aviador, construyendo su propio avión asociado con H. Matthys en 1909, un biplano con motor de cuatro cilindros Lorraine-Dietrich.

## Reconocimientos
- El corredor estadounidense George Stewart, doble poleman en 1925 y 1928 en las 500 Millas de Indianápolis con un Miller, era apodado "The Flying Frenchman" (el francés volador), aunque no era francés. Cambió su nombre y pasó a llamarse Leon Duray, llegando incluso a participar en el Gran Premio de Europa entre 1929 y 1932, en Monza, con un Miller 91.

## Récords mundiales
- 1903 (17 de julio): 134,32 km/h en Ostende, con el Gobron-Brillié de la París-Madrid ("El Torpedo")
- 1903 (5 de noviembre): 136,36 km/h en Dourdan, con el Gobron-Brillié de la París-Madrid
- 1903: 100 kilómetros, durante el Circuito de las Ardenas, con un Darracq
- 1904 (31 de marzo): 142,85 km/h en Niza, en el Gobron-Brillié de la Paris-Madrid

## Referencias

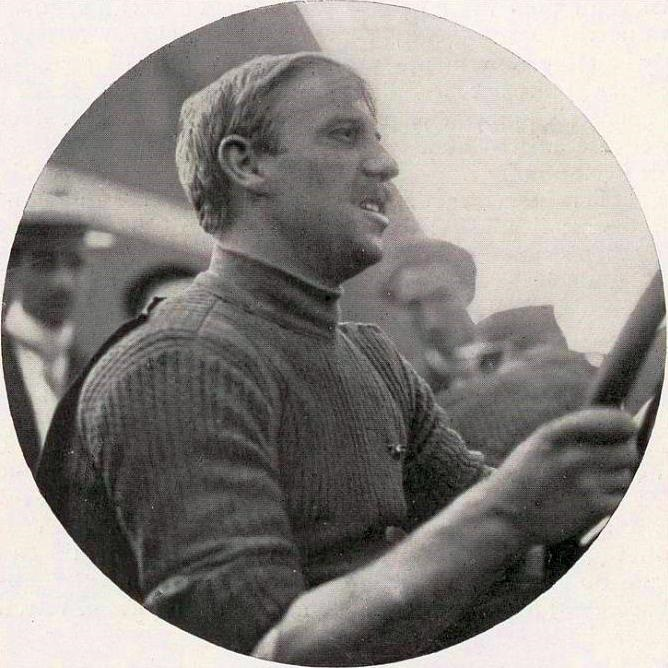
Arthur Duray, en el Circuito de las Ardenas (1906)